# گوئرسلت
گوئرسلت (به انگلیسی: Gwersyllt) یک منطقهٔ مسکونی در بریتانیا است که در شهرستان مستقل ورکسام واقع شده‌است. گوئرسلت ۱۰٬۶۷۷ نفر جمعیت دارد.